# サカリア・タウラフォ
サカリア・タウラフォ（Sakaria Taulafo、1983年1月29日 - ）は、サモアのラグビーユニオン選手。

## プロフィール
- ニュージーランド・モートゥトゥア出身[1]。
- ポジションはプロップ(PR)。
- 身長 183cm、体重 120kg
- サモア代表キャップは44（2025年4月現在）でワールドカップ2011・2015のサモア代表に選ばれた[2]。

## 略歴
ネルソンベイズ、タスマン、ロンドン・ワスプス、スタッド・フランセ、グレンデール・ラプターズ、ラグビー・ユナイテッド・ニューヨークを経て、2021年、SCグローレに加入。